# Acicula (giải phẫu động vật)
Bài viết này về một đặc tính giải phẫu của con sâu lông cứng. Đối với họ ốc sên Aciculidae, xem Acicula (chi)
Acicula là dạng chitinous hỗ trợ trong vòng parapodia tìm thấy trong lớp sinh vật Polychaeta.